# Стюарт Пімм
Стюарт Леонард Пімм (англ. Stuart Leonard Pimm; нар. 27 лютого 1949, Дербішир, Англія) — американсько-британський біолог й еколог-теоретик, який спеціалізується на наукових дослідженнях біорізноманіття та природоохоронної біології.

## Освіта
Пімм народився у Дербіширі, Велика Британія. Він здобув освіту в Оксфордському університеті та здобув ступінь доктора філософії з екології в Університеті Нью-Мексико у 1974 році.

## Дослідження
Наразі Пімм завідує кафедрою природоохоронної екології у Ніколасівській школі навколишнього середовища при Дюкському університеті, Дарем, Північна Кароліна. Він є визнаним авторитетом у галузі природоохоронної біології, визнаним кількома нагородами, зокрема премією Гейнекена і премію Тайлера за досягнення у галузі охорони довкілля. Пімм співпрацював з багатьма іншими вченими, включно з Робертом Меєм, Пітером Рейвеном, Джоелем Коеном, Джорджем Сугіхару та Джаредом Даймондом. У своїй роботі він досліджує математичні властивості харчових мереж, демонструючи, що складні харчові мережі повинні бути менш стабільними, ніж прості.

## Публікації
Пімм опублікував понад 250 рецензованих наукових статей, зокрема кілька у наукових журналах «Nature» і «Science». Він — автор кількох книг, зокрема «Вчений перевіряє Землю», а також опублікував статті у науково-популярних виданнях, як-от «Scientific American». До середини 2019 року він був постійним автором блогу «National Geographic».

## Нагороди
Пімм є магістром охорони навколишнього середовища Пекінської академії магістратури ДеТао (DTMA), багатопрофільного вищого навчального закладу високого рівня Шанхай, КНР.
Пімм отримав Міжнародну премію Космос 2019 року на знак визнання його науково-дослідних зусиль, а також його ролі у наставництві студентів.
Новий вид ос із мохових лісів колумбійських тропічних Анд був названий Dolichomitus pimmi на честь Пімма та його зусиль щодо збереження біорізномаїття у цьому регіоні.

## SavingSpecies і Saving Nature
У 2010 році Пімм заснував некомерційну організацію SavingSpecies. Організація припинила своє існування у липні 2019 року. У 2019 році він заснував некомерційну організацію Saving Nature, яка продовжує роботу зі збереження та відновлення середовища існування, яку раніше підтримувала SavingSpecies.

## Суперечності
У 2014 році Пімм був залучений у суперечку, пов'язану з нібито сексистськими зауваженнями, які він зробив у книжковому огляді опублікованому Elsevier у журналі «Biological Conservation». Стаття Пімма «майже відразу викликала дискусію у Twitter».
Попри тиск з боку активістів (там же), журнал відмовився відкликати рецензію Пімма, заявивши, що «рецензія на книгу Пімма не відкликається. Вона лише містить образливу лексику. Ми хочемо наголосити нашим читачам, що цей тип образливої лексики не відображає політики чи практики нашого журналу, чи Elsevier. Ми також вжили заходів, щоб така ситуація не повторилася».
Однак журнал таки опублікував mea culpa, висловивши думку про статтю Пімма. «Ми хотіли б повідомити наших читачів, що деякі частини огляду Стюарта Пімма книги „Keeping Wild: Against the Domestication of the Earth“, том 180, сторінки 151—152 є принизливими щодо жінок». Стосовно статті Пімма журнал визнав, що «вона просто містить образливі слова». Пімм відповів, що не вважає його «висловлювання сексистськими…». Проте дехто не погодився. У пізнішому листі до редактора Аманда Стенлі, тодішній офіцер природоохоронної наукової програми у Фонді Вілбурфорса, пояснила, чому «…рецензія на книгу [була] такою образливою». Пізніше того ж року у «Нью-Йоркер» була опублікована стаття, присвячена дискусії між природоохоронцями, яка призвела до суперечливого зауваження Пімма. У статті стверджувалося, що у його рецензії «емоції Пімма взяли верх над ним». Зі свого боку, згідно зі статтею, Пімм був «зовсім не розкаювався».

## Особисте життя
Пімм одружився з Джулією Кіллеффер у 1990 році. У нього є дві доньки від попереднього шлюбу, які проживають у США. Одна з них, Шама, хвора на шизофренію.